# Jebel al-Madhbah
Jebel al-Madhbah (in arabo جبل المذبح‎?, è una montagna situata a Petra, nell'odierna Giordania, numerosi studiosi considerano come il Monte Sinai biblico, ad iniziare con Ditlef Nielsen nel 1927. La parte sommitale del picco originale è stata scavata distruggendo le prove di qualsiasi struttura precedente vi fosse stata localizzata. 
Il nome Jebel al-Madbah significa montagna dell'altare, ed il nome è ben appropriato poiché la sua cima è coperta da strutture cerimoniali scavate nella roccia, raggiunte da una scala di roccia. 
Lo storico francese Maurice Sartre notò che il picco "consisteva in una vasta spianata rettangolare scavata in modo tale che i fianchi formavano delle panchine, e al centro di un lato lungo, un podio naturale (il motab) fu messo da parte per porvi le pietre sacre degli dei. 
Una sezione era riservata all'altare. Le cisterne, alimentate dall'acqua piovana, venivano usate per le abluzioni e le pulizie. Al di là di questo, due giganteschi obelischi, scolpiti nella massa rocciosa, appaiono come pietre sacre."
La montagna è alta più di mille metri e una scala di roccia si snoda dall'alto verso il basso fino alla valle sottostante, nella quale si trova Petra ed è conosciuta come Wadi Musa, che significa valle di Mosè. All'ingresso di Wadi Musa c'è Ain Musa, "primavera di Mosè". Le cronache arabe del XIII secolo, Numairi affermano che Ain Musa è Meribah, il luogo in cui Mosè fece scaturire l'acqua da una roccia colpendola col suo bastone.